# Oithona bowmani
Oithona bowmani is een eenoogkreeftjessoort uit de familie van de Oithonidae. De wetenschappelijke naam van de soort is voor het eerst geldig gepubliceerd in 1985 door Rocha C.E.F..